# Tom Verdijk
Anton Adrianus Maria (Tom) Verdijk (Eindhoven, 13 juni 1920 - Tilburg, 16 april 1994) was een Nederlandse politicus. Hij was voor de Katholieke Volkspartij (KVP) lid van de Tweede Kamer van 1963 tot 1967 en van 1971 tot eind 1972. Als directeur van het Provinciaal Opbouworgaan Noord-Brabant (PON) in Tilburg had hij een belangrijke rol in de naoorlogse industrialisatie van de provincie Noord-Brabant.

## Biografie
Verdijk was de zoon van de burgemeester van Eindhoven, Anton Verdijk, en de jongste in een gezin met zeven kinderen. Hij volgde de HBS in Rolduc en studeerde van 1939 tot 5 juli 1946 economie aan de Katholieke Economische Hogeschool in Tilburg. Tijdens de Tweede Wereldoorlog maakte hij in Tilburg met onder meer zijn latere KVP-collega Norbert Schmelzer deel uit van de Raad van Negen, een overlegorgaan van het Nederlandse studentenverzet tegen de Duitse bezettingsmacht.
Verdijk was van 1948 tot 1971 directeur van het PON en had in die hoedanigheid na de Tweede Wereldoorlog een belangrijke functie in de industrialisatie van de provincie Noord-Brabant. Hij was lid van de Tweede Kamer van 31 juli 1963 tot 22 februari 1967 en van 11 mei 1971 tot 7 december 1972. Verdijk stelde zich in 1966 niet kandidaat voor de Tweede Kamerverkiezingen van 1967, omdat hij na het overlijden van zijn echtgenote de zorg had voor zijn drie jonge kinderen.
Op 14 oktober 1966 was hij een van de vier KVP'ers die in de Nacht van Schmelzer tegen de motie-Schmelzer stemden. Het kon niet verhelpen dat het kabinet-Cals ten val kwam. In de Tweede Kamer sprak hij vooral over volksgezondheid, maatschappelijk werk (Nota Bejaardenbeleid) en volkshuisvesting. Verdijk stemde met zijn KVP-collega Piet Zelissen in 1972 als enigen van zijn fractie tegen het voorstel om het college- en inschrijvingsgeld te verhogen. Hij behoorde in 1967 tot de 'Brabantse Verontrusten', die pleitten voor een vooruitstrevender koers van de KVP. Rond 1980 zegde hij zijn lidmaatschap van de KVP op.

## Privé
Hij trouwde twee keer. Uit zijn eerste huwelijk had hij drie dochters.